# 四斑纹胸鮡
四斑纹胸鮡（学名：Glyptothorax quadriocellatus）为輻鰭魚綱鯰形目鮡科纹胸鮡属的一种鱼类。在中国，分布于云南把边江等，體長可達11.5公分，棲息在底中層水域，生活習性不明。该物种的模式产地在越南。